# Papa Bouba Diop
Papa Bouba Diop (Rufisque, 28 de janeiro de 1978 – Paris, 29 de novembro de 2020) foi um futebolista senegalês que  atuava como volante. É lembrado como um dos maiores nomes da Seleção Senegalesa.

## Carreira
Iniciando a carreira no Diaraf Dakar, Bouba Diop marcou o primeiro gol da Copa do Mundo de 2002, o da vitória (por 1-0) contra a França na partida de abertura em Seul, fazendo uma comemoração de jogar a camisa no chão e emendar uma dança típica senegalesa com os demais da equipe, sendo também o primeiro de Senegal na história das Copas, já que era a primeira participação dos Lions. Ele também integrou o elenco da Seleção Senegalesa no Campeonato Africano das Nações de 2008. Após a Copa de 2002, se transferiu para o francês Lens após passagem pelo futebol suíço. Na Inglaterra atuou pelo Fulham, Portsmouth e West Ham, encerrando a carreira em 2013, pelo Birmingham.

## Morte
Bouba Diop morreu em Paris, França, aos 42 anos, após uma longa batalha contra a esclerose lateral amiotrófica.